# Ophieulima fuscoapicata
Ophieulima fuscoapicata är en snäckart som beskrevs av Warén 1981. Ophieulima fuscoapicata ingår i släktet Ophieulima och familjen Eulimidae. Inga underarter finns listade i Catalogue of Life.